# Experimentos biológicos de las naves Viking

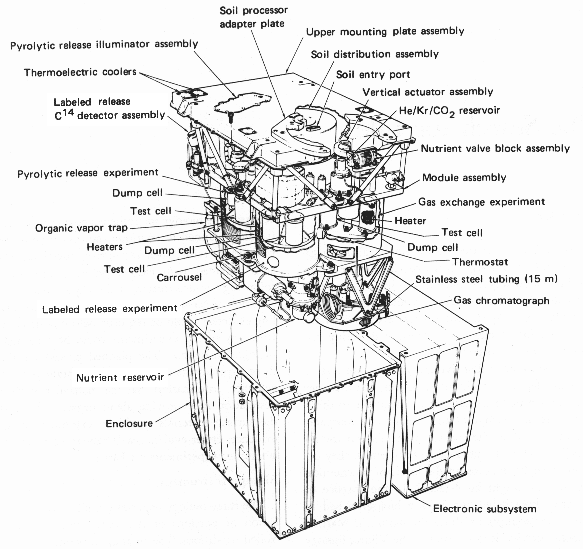
Esquema del Viking Lander Biological Experiment System (Castellano: Sistema de experimentos biológicos del módulo de descenso Viking)

Los dos módulos de descenso Viking transportaron cada uno cuatro tipos de experimentos biológicos en la superficie de Marte a finales de la década de 1970 (1976). Estos fueron los primeros módulos de descenso marcianos en realizar experimentos para buscar biofirmas de vida microbiana en Marte. Los módulos utilizaron un brazo robotizado para así poder poner muestras de suelo en envases de prueba cerrados en el vehículo. Ambos módulos eran idénticos, por lo que las mismas pruebas se llevaron a cabo en dos lugares de la superficie de Marte, el Viking 1 cerca del ecuador y el Viking 2 más al norte.